# Renzo Piano

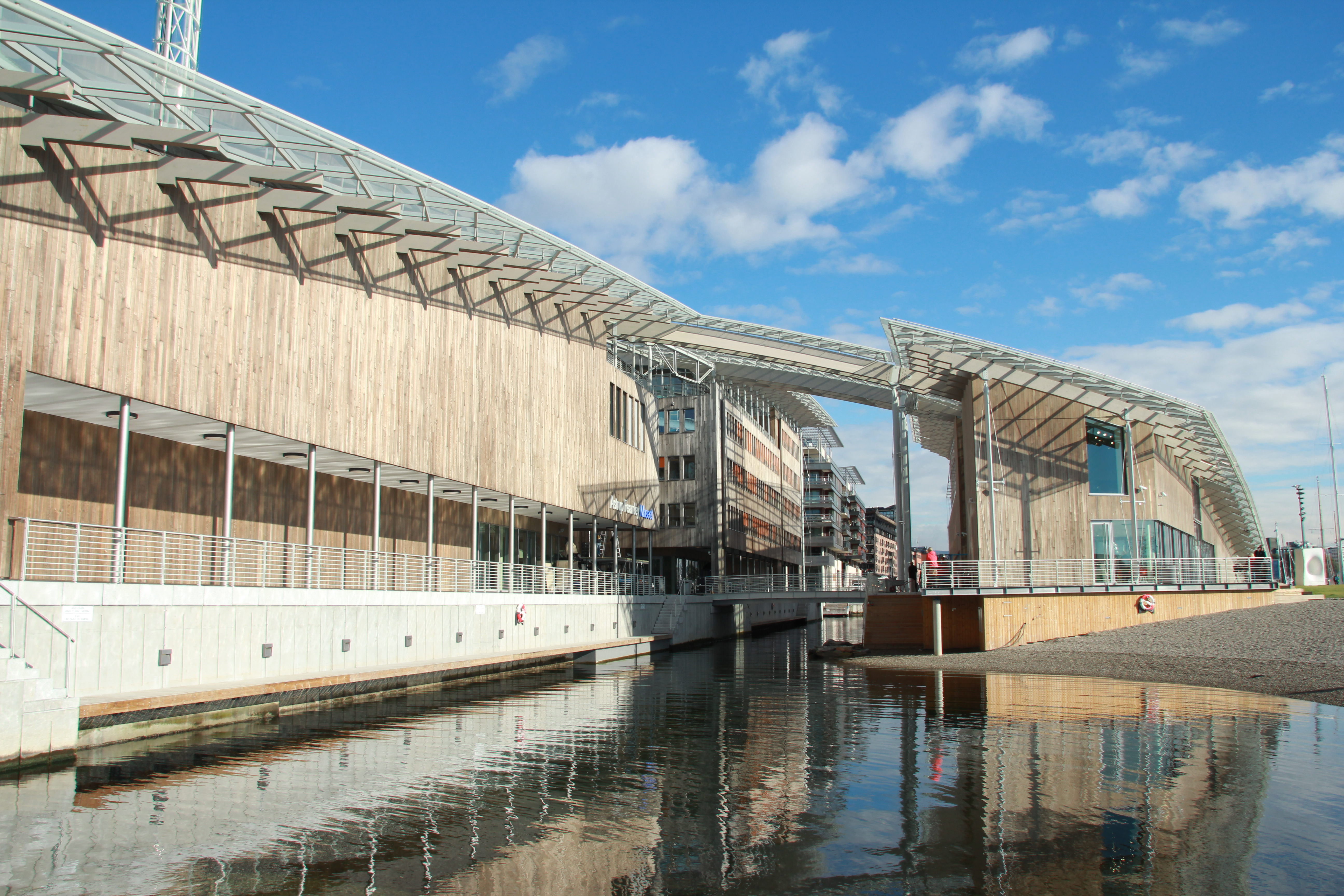
Astrup Fearnley-museet i Oslo.

Renzo Piano, född 14 september 1937 i Genua, är en italiensk arkitekt.
Piano studerade vid Florens universitet 1962-64. Efter examen från tekniska universitetet i Milano var han verksam som docent där 1965-68. Han gjorde studieresor till Storbritannien och USA och praktiserade 1965-70 hos Louis Kahn i Philadelphia. Han undervisade vid Architectural Association School i London där han lärde känna Richard Rogers och duon grundade senare en gemensam arkitektbyrå i Paris.
Under 1970-talet intresserade han sig för konstruktion och strukturer, vilket kom till uttryck i kulturhuset Centre Pompidou i Paris, ritat tillsammans med Richard Rogers. Det har en high-tech-arkitektur, där byggnadens tekniska installationer och konstruktion blivit arkitektoniska motiv i fasaden.
Sedan dess har hans arbete koncentrerats på offentliga byggnader och då särskilt på museer, uppförda världen över. År 1998 erhöll Piano Pritzkerpriset. Ett par skyskrapor i San Francisco, vilka han ritat, är uppkallade efter honom.
Den första byggnaden av Renzo Piano i Norden var Vandalorums konst- och designmuseum i Värnamo Den andra var det nya Astrup Fearnley-museet på Tjuvholmen i Oslo 2012.

## Verk i urval
- Whitney Museum of American Art i New York 2015
- The Shard i London
- Astrup Fearnley-museet i Oslo 2012
- Vandalorum i Värnamo 2011
- Renzo Piano Tower I & III i San Francisco 2006-
- Trans National Place, Boston (2006-)
- Isabella Stewart Gardner Museum i Boston  2005-
- Sesto San Giovanni generalplan, Milano (2004-)
- Los Angeles County Museum of Art  2003-
- California Academy of Sciences rebuilding, San Francisco (2008)
- New York Times Tower, Manhattan (2008)
- Art Institute of Chicago
- Zentrum Paul Klee (2006) i Bern, Schweiz
- High Museum of Art Expansion, Atlanta, Georgia (2005)
- Beyeler Foundation Museum, Basel, Schweiz
- Nasher Sculpture Center i Dallas, USA (2003)
- Aurora Place (1996-2000), Sydney
- Cité Internationale (1995-2006), Lyon, Frankrike
- Vetenskapscenret Nemo i Amsterdam 1997
- Jean-Marie Tjibaou Cultural Center (1991-98), Noumea
- Kansai International Airport (1987-1990), Osaka (Japan)
- Menil Collection, Houston, USA (1987)
- IBM Travelling Pavilion
- IRCAM & the Centre Georges Pompidou (1972-1977), Paris, Frankrike (med Richard Rogers)

## Bildgalleri

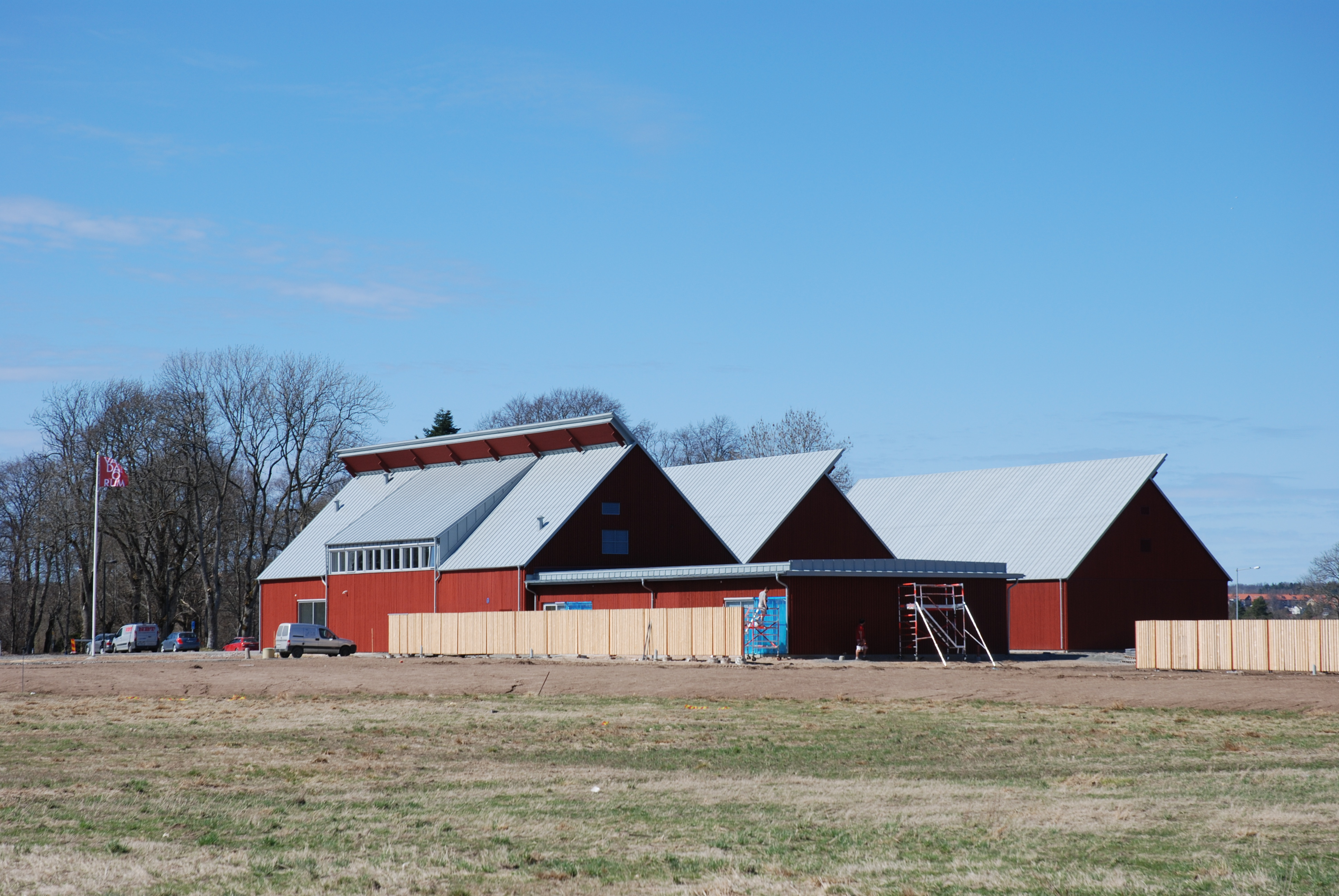
Vandalorum i Värnamo
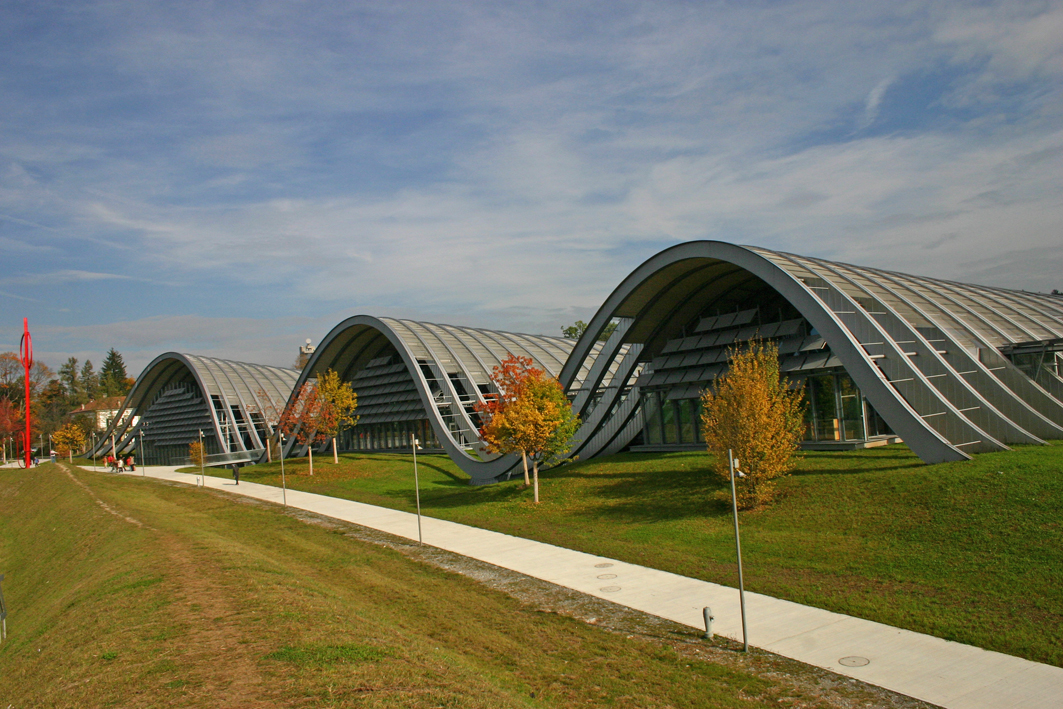
Zentrum Paul Klee i Bern
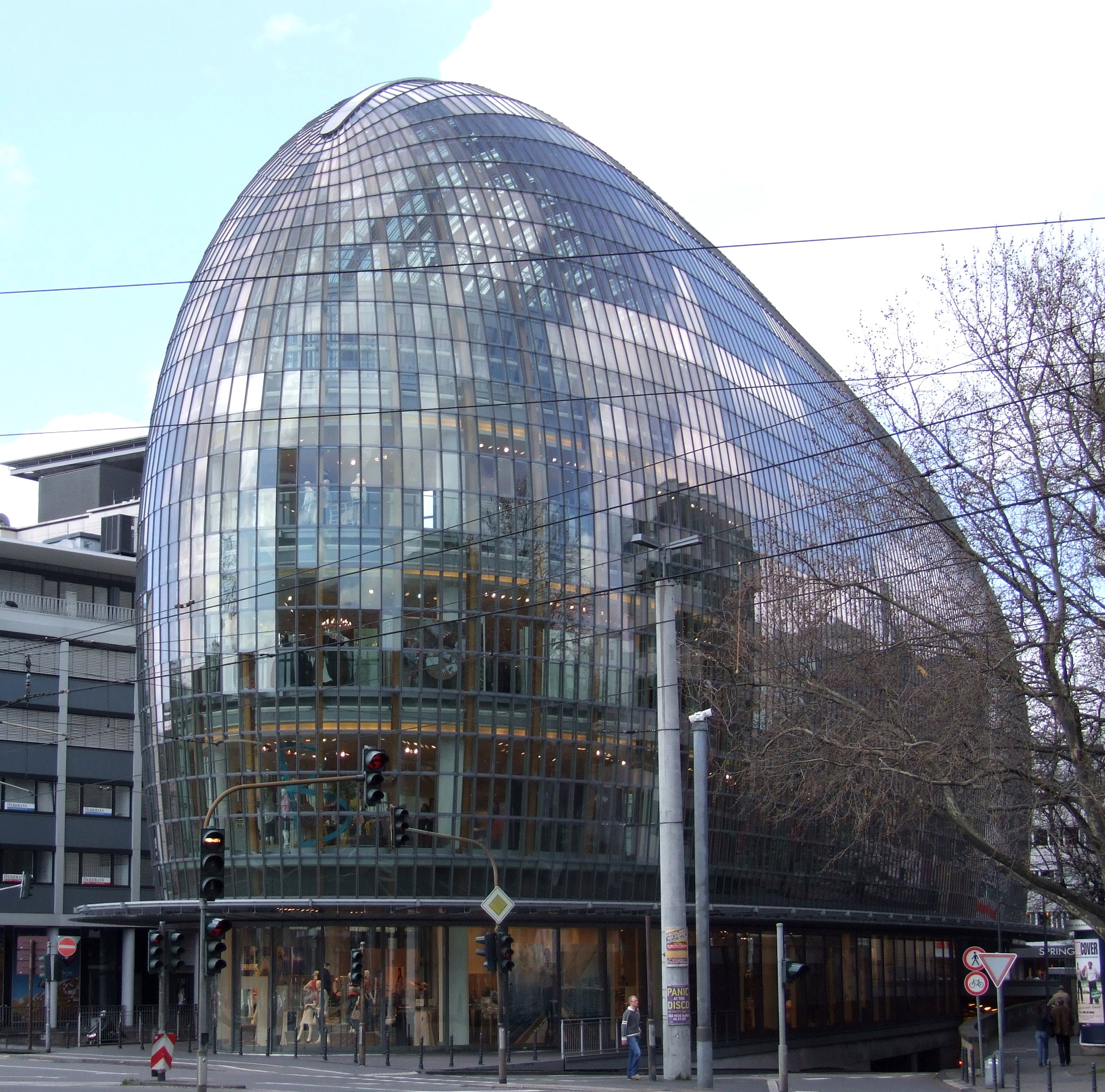
Weltstadthaus i Köln
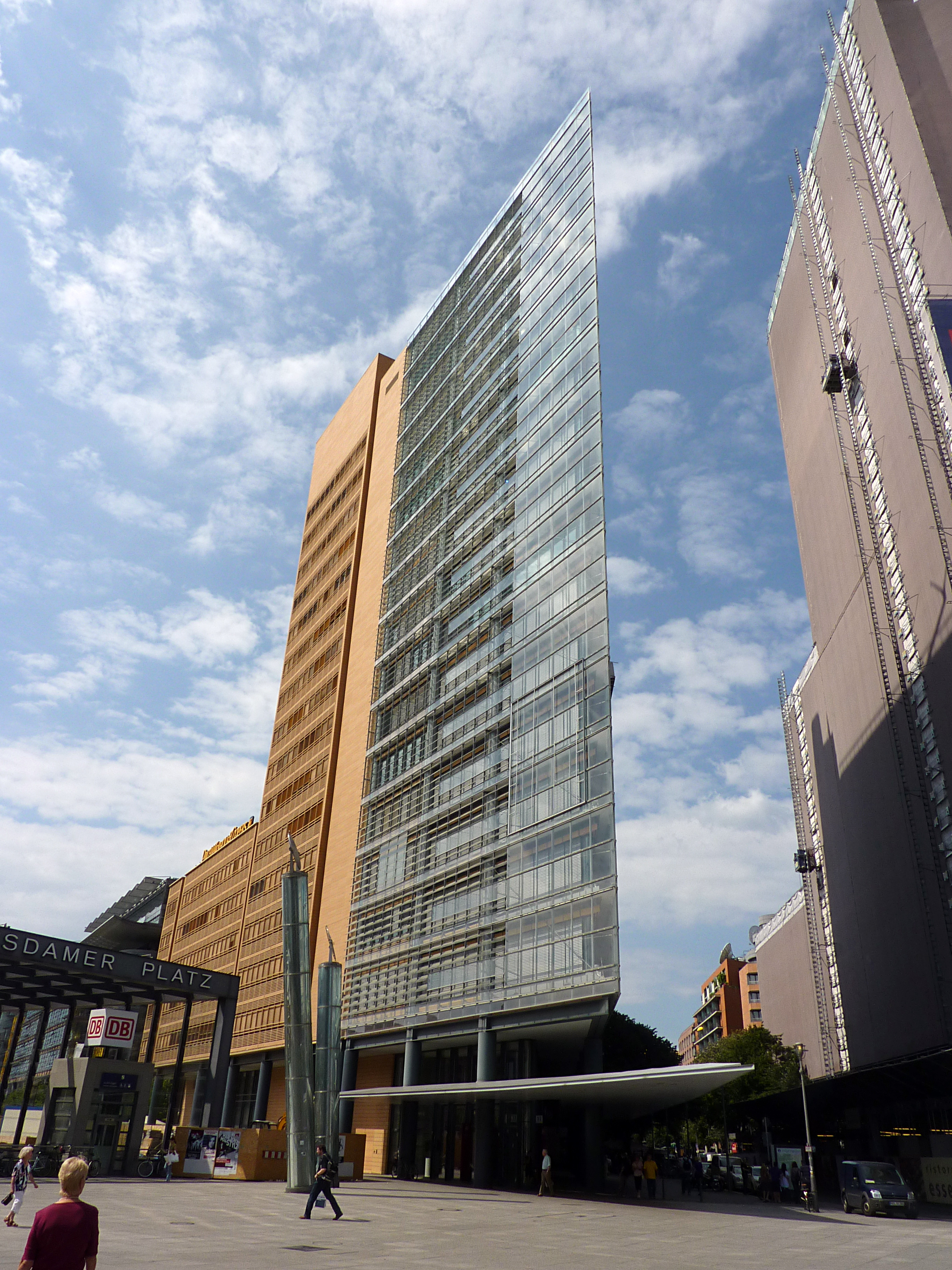
Hus från Potsdamer Platz i Berlin
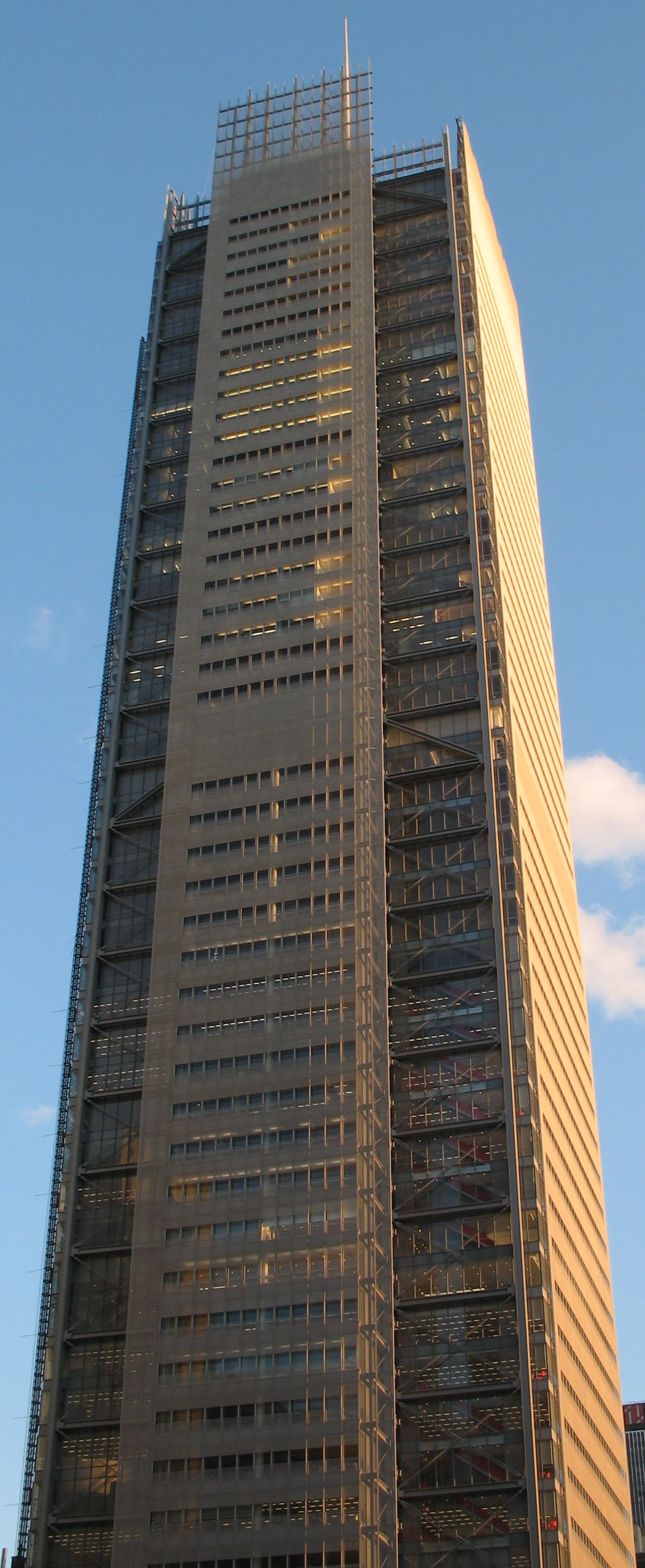
New York Times Tower
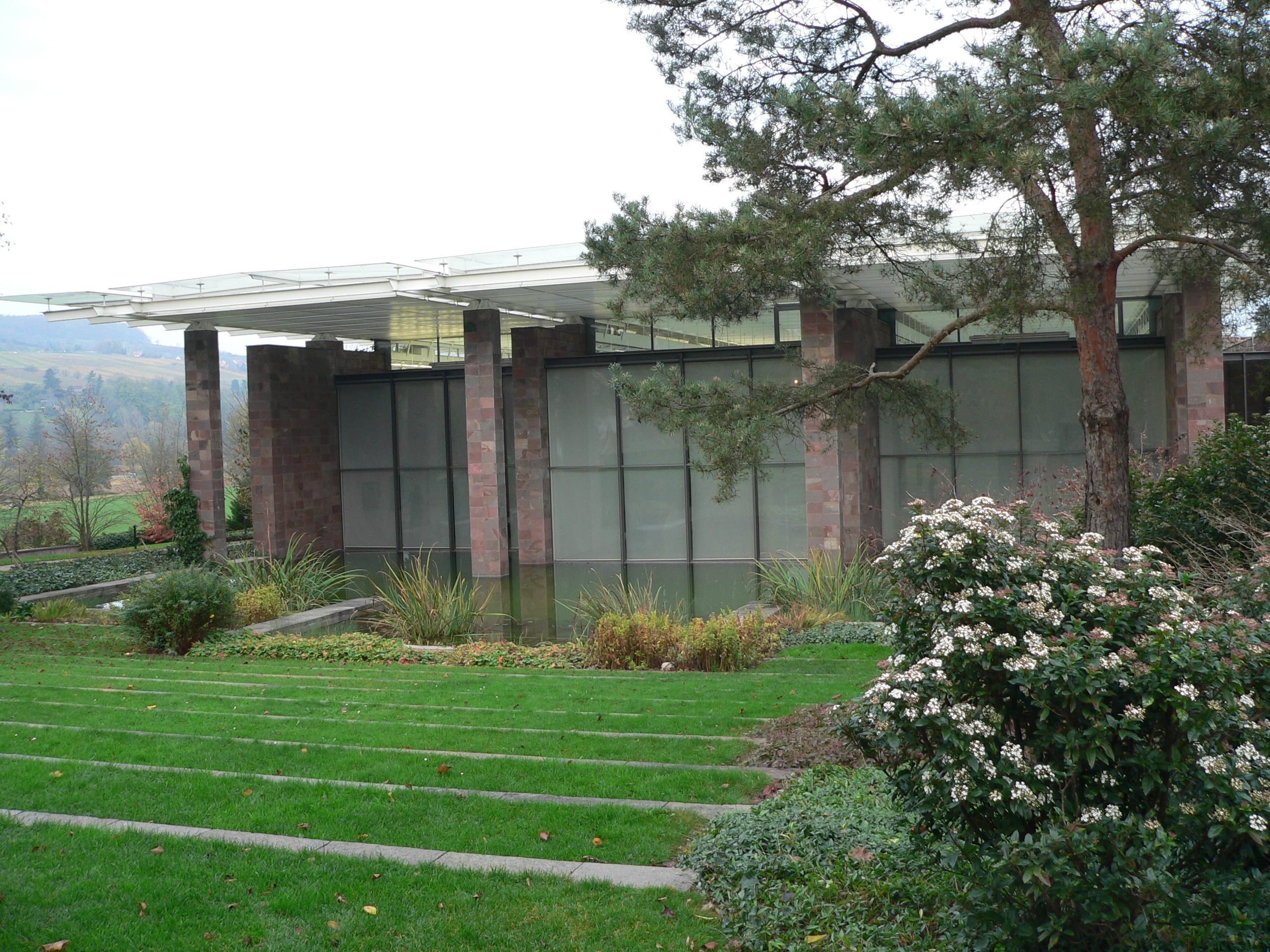
Fondation Beyeler i Riehen vid Basel
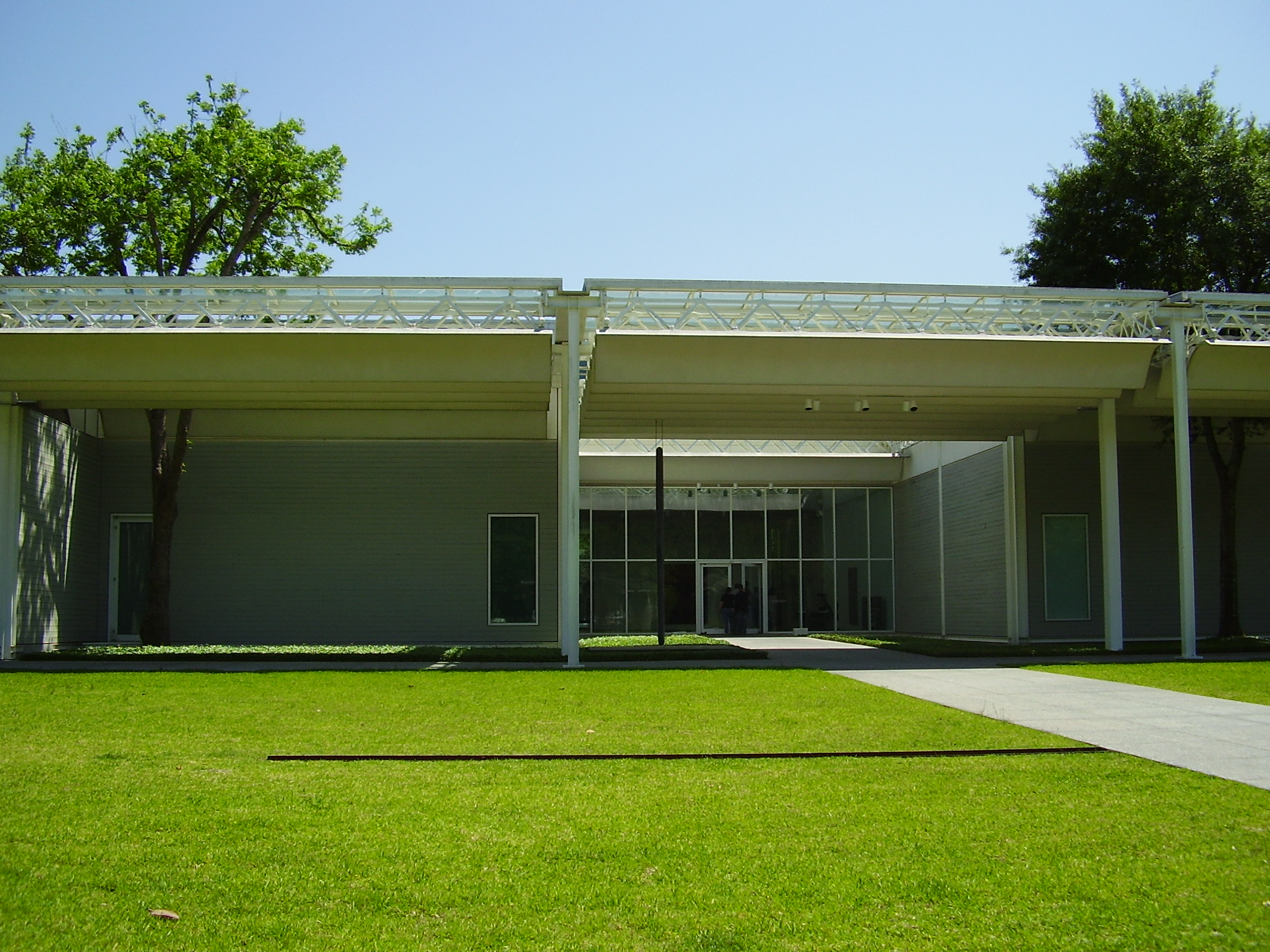
Menil Collection i Houston
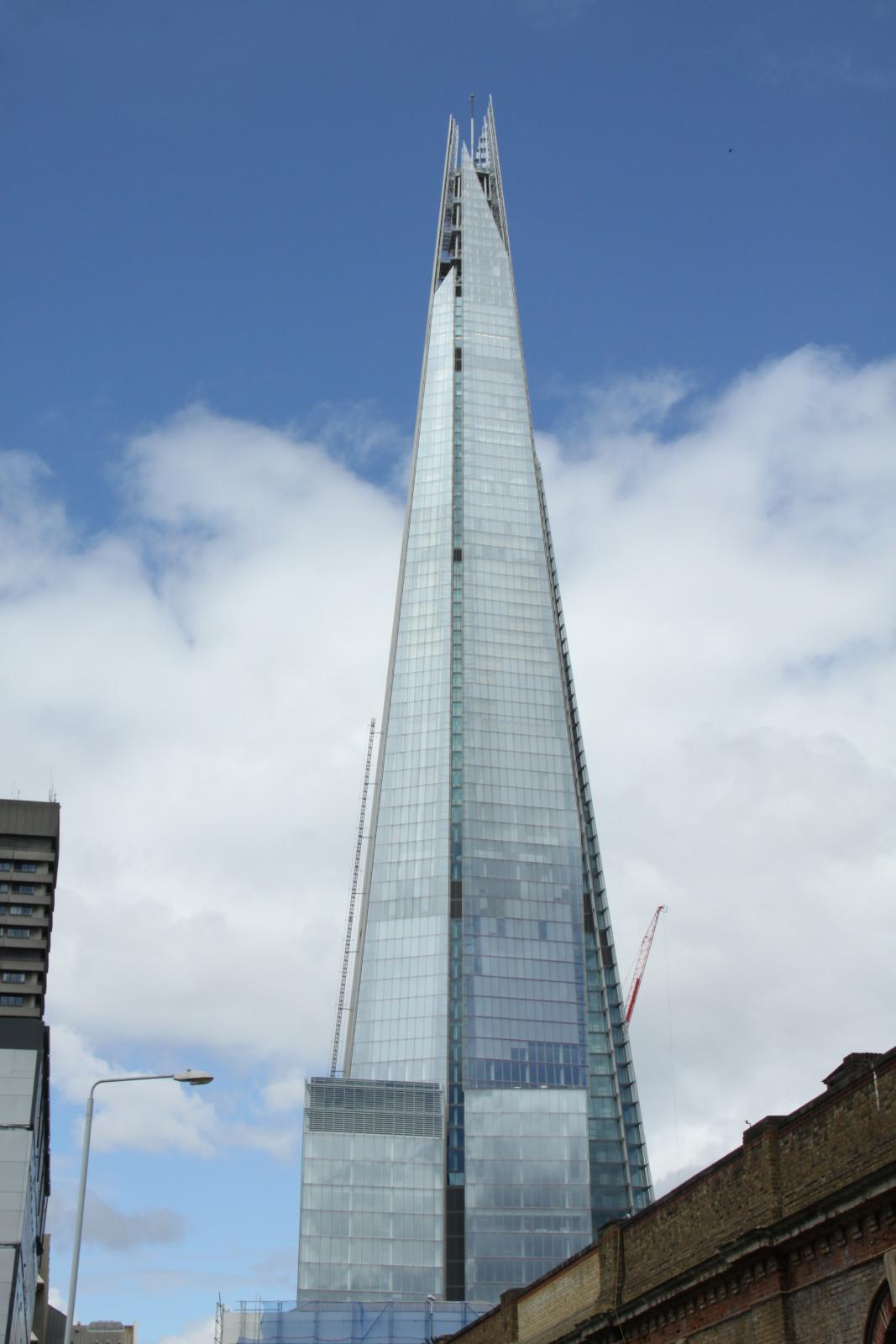
The Shard i London
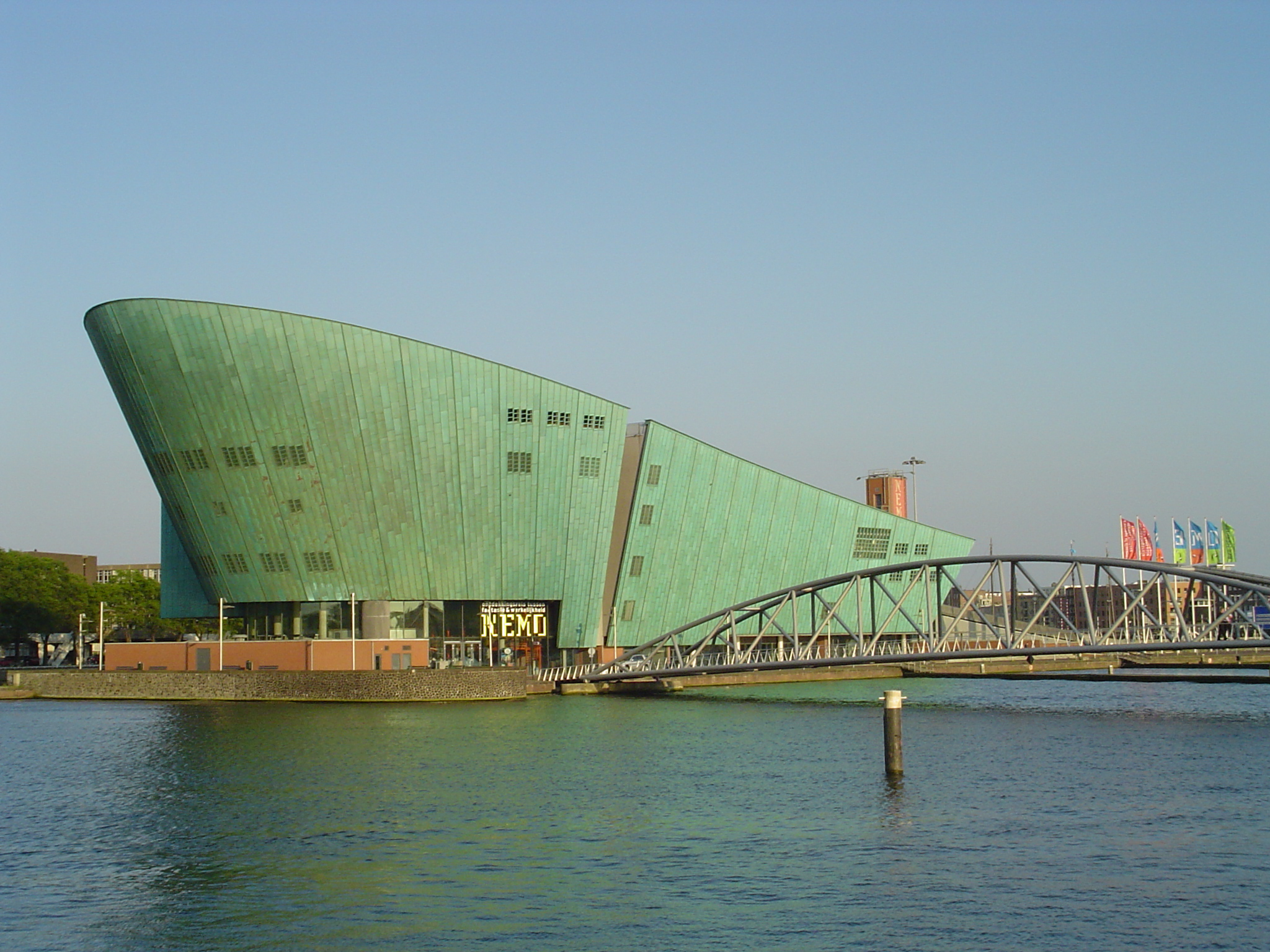
Vetenskapscentret Nemo i Amsterdam

## Utmärkelser
- Auguste Perret-priset,  1978
- Royal Gold Medal,  1989[12]
- Kyotopriset i konst och filosofi,  1990[13]
- Storkorsriddare av Republiken Italiens förtjänstorden,  24 mars 1990[14]
- Prix de l'Équerre d'argent,  1991
- Italiens guldmedalj för kultur- och konstförtjänst,  28 mars 1994[15]
- Erasmuspriset,  1995[16]
- Praemium Imperiale,  1995[17]
- Berliner Kunstpreis,  1995
- Pritzkerpriset,  1998
- Gyllene lejonet,  2000
- Officer av Hederslegionen,  2000
- Guldmedalj för italiensk arkitektur
- AIA:s guldmedalj,  2008
- Hedersdoktor vid Columbia University,  2014[18]
- Prix de l'Équerre d'argent,  2017
- Storkorset av Alfons X den vises orden,  2017[19]
- Hedersdoktor vid Universitetet i Picardie,  2022[20]
- Sir John Sulman Medal

[Redigera Wikidata]